# Cliff Drysdale

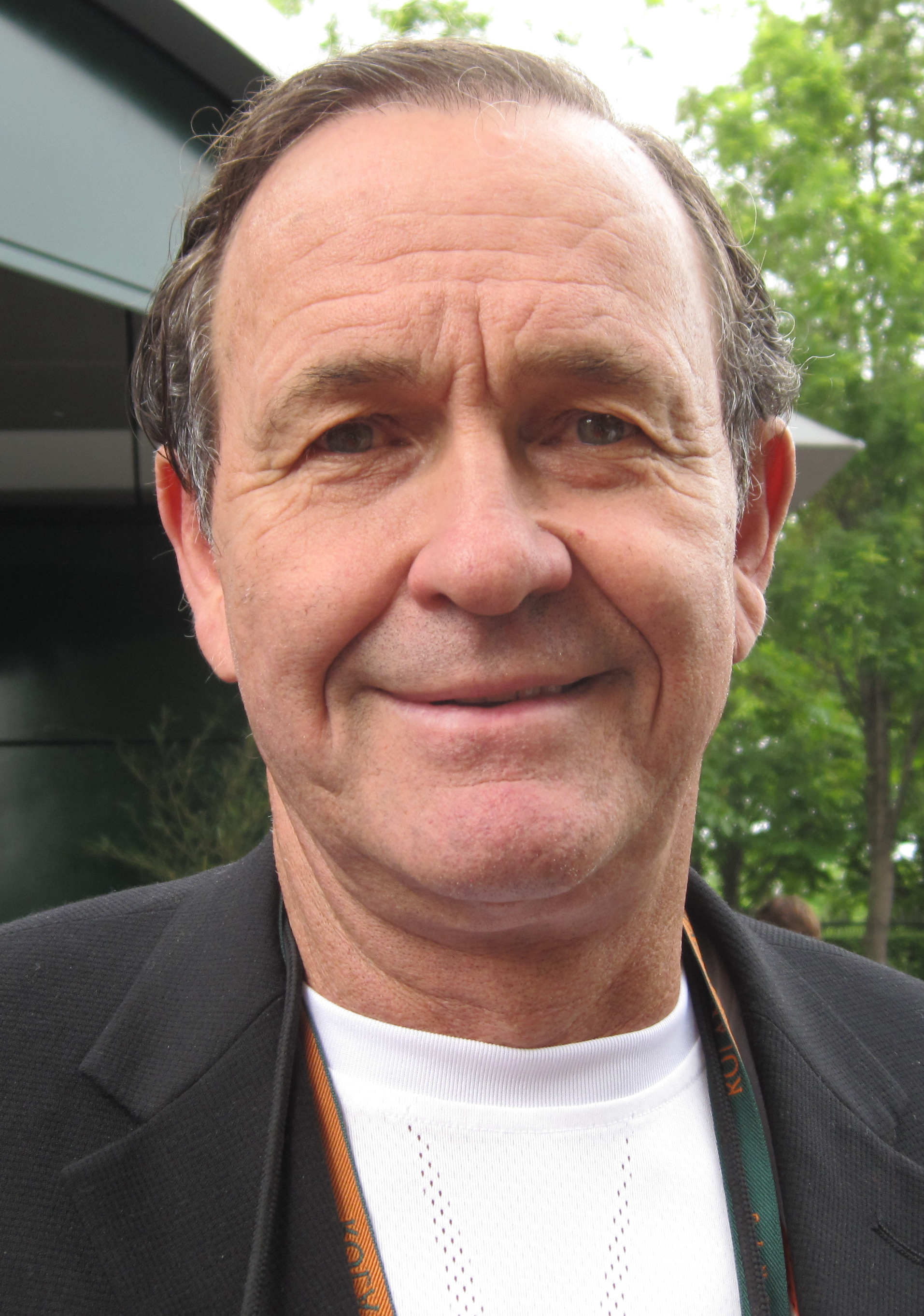
Cliff Drysdale, 2009.

Clifford "Cliff" Drysdale, född 26 maj 1941 i Nelspruit, dåvarande Transvaal i Sydafrika är en sydafrikansk högerhänt tidigare professionell tennisspelare.

## Tenniskarriären
Cliff Drysadle kontrakterades 1968 som professionell spelare på den av Lamar Hunt nybildade WCT-touren och blev därmed tillsammans med Tony Roche, John Newcombe, Pierre Barthes, Roger Taylor, Dennis Ralston, Nicola Pilic och Butch Buchholz en av "the Handsome Eight" (se för övrigt WCT). Som tennisproffs vann han fem singel- och sex dubbeltitlar under perioden 1968-79. En av dubbeltitlarna var i en Grand Slam (GS)-turnering (US Open) Han rankades i singel som bäst som nummer 13 (maj 1974).
Som singelspelare nådde Drysdale 1965 finalen i GS-turneringen Amerikanska mästerskapen. Han ställdes där mot spanjoren Manuel Santana som vann med 6-2, 7-9, 7-5, 6-1. Samma år vann Drysdale sydafrikanska mästerskapen och tyska mästerskapen. 
Cliff Drysdale vann 1972 sin enda GS-titel i dubbel tillsammans med proffskollegan Roger Taylor i US Open. Paret mötte i finalen Owen Davidson/John Newcombe som de besegrade med 6-4, 7-6, 6-3. 
Drysdale deltog i det sydafrikanska Davis Cup-laget 1962-67 och 1973-74. Han spelade totalt 49 matcher av vilka han vann 35. 

## Spelaren och personen
Cliff Drysdale var en reslig spelare (längd 190 cm) som spelade grundslagen något okonventionellt, förutom med dubbelfattad backhand ibland också med dubbelfattad forehand.
Drysdale var den 1973 nybildade spelarorganisationen ATP:s förste president.
Drysdale blev amerikansk medborgare 1979 (?) i samband med att han slutade med internationell tävlingstennis. Han arbetar i dag som tenniskommentator på den amerikanska sportkanalen ESPN. Han är också en av grundarna av "Cliff Drysdale Tennis" som från 2001 arrangerar klubbtennis och driver hotellrörelse. Drysdale är vid sidan av tennis också en skicklig golfspelare.

## Grand Slam-titlar
- US Open
  - Dubbel - 1972